# Onslow Stearns
Onslow Stearns, född 30 augusti 1810 i Billerica i Massachusetts, död 29 december 1878 i Concord i New Hampshire, var en amerikansk politiker (republikan). Han var New Hampshires guvernör 1869–1871.
Stearns efterträdde 1869 Walter Harriman som guvernör och efterträddes 1871 av James A. Weston.